# Walter Pidgeon
Pour les articles homonymes, voir Pidgeon.
Walter Pidgeon est un acteur canadien né le 23 septembre 1897 à Saint-Jean (Nouveau-Brunswick), mort le 25 septembre 1984 à Santa Monica (Californie).

## Biographie
Walter Pidgeon étudie le droit et le théâtre à l'Université du Nouveau-Brunswick mais il ne finit pas ses études et s'engage dans le 65e bataillon de l'artillerie de campagne du Canada lors de la Première Guerre mondiale. Gravement blessé, il est hospitalisé pendant 17 mois.
Après la guerre, il part à Boston et travaille dans une banque, ce qui lui permet de financer des cours au Conservatoire de musique de la Nouvelle-Angleterre et de devenir baryton.
Walter Pidgeon est devenu citoyen américain le 24 décembre 1943. 
Il aurait été le premier client de Scotty Bowers, futur proxénète pour le gratin de Hollywood. 
Il est mort d'une crise cardiaque en septembre 1984 à Santa Monica (Californie), deux jours après son 87e anniversaire. Son épouse, Ruth Walker, est morte en 1993.

## Filmographie
- 1926 : Marisa, l'enfant volée (Mannequin) de James Cruze : Martin Innesbrook
- 1926 : Le Prince Gipsy (The Outsider) de Rowland V. Lee : Basil Owen
- 1926 : Le Cavalier des sables (Old Loves and New) de Maurice Tourneur : Clyde Lord Geradine
- 1926 : Vagabond malgré elle (Miss Nobody) de Lambert Hillyer : Bravo
- 1926 : Marriage License? de Frank Borzage : Paul
- 1927 : The Heart of Salome (en) de Victor Schertzinger : Monte Carroll
- 1927 : Sumuru de Tom Terriss : Paul Sinclair
- 1927 : The Thirteenth Juror d'Edward Laemmle : Richard Marsden
- 1927 : The Gorilla d'Alfred Santell : Stevens
- 1928 : The Gateway of the Moon de John Griffith Wray : Arthur Wyatt
- 1928 : Woman Wise d'Albert Ray : United States Consul
- 1928 : Turn Back the Hours de Howard Bretherton : Philip Drake
- 1928 : Clothes Make the Woman de Tom Terriss : Victor Trent
- 1928 : Melody of Love d'Arch Heath : Jack Clark
- 1929 : The Voice Within de George Archainbaud
- 1929 : Her Private Life d'Alexander Korda : Ned Thayer
- 1929 : A Most Immoral Lady de John Griffith Wray : Tony Williams
- 1930 : Bride of the Regiment de John Francis Dillon : Colonel Vultow
- 1930 : Sweet Kitty Bellairs d'Alfred E. Green : Lord Varney
- 1930 : The Gorilla de Bryan Foy : Arthur Marsden
- 1930 : Nuits viennoises (Viennese Nights) d'Alan Crosland : Franz von Renner
- 1930 : Going Wild de William A. Seiter : 'Ace' Benton
- 1931 : Kiss Me Again de William A. Seiter : Paul de St. Cyr
- 1931 : The Hot Heiress de Clarence G. Badger : Clay
- 1932 : Rockabye de George Cukor : Commissioner Al Howard
- 1933 : The Kiss Before the Mirror de James Whale : Lucy's Lover
- 1934 : Journal of a Crime de William Keighley : Florestan
- 1936 : Empreintes digitales (Big Brown Eyes) de Raoul Walsh : Richard Morey
- 1936 : Fatal Lady (en) d'Edward Ludwig : David Roberts
- 1937 : She's Dangerous de Milton Carruth et Lewis R. Foster : Dr. Scott Logan
- 1937 : Girl Overboard de Sidney Salkow : Paul Stacey
- 1937 : As Good as Married d'Edward Buzzell : Fraser James
- 1937 : Saratoga de Jack Conway : Hartley Madison
- 1937 : My Dear Miss Aldrich de George B. Seitz : Kenneth 'Ken' Morley
- 1937 : A Girl with Ideas (en) de S. Sylvan Simon : Mickey McGuire
- 1938 : Man-Proof de Richard Thorpe : Alan Wythe
- 1938 : La Belle Cabaretière (The Girl of the Golden West) de Robert Z. Leonard : Sheriff Jack Rance
- 1938 : L'Ange impur (The Shopworn Angel) de  H. C. Potter : Sam Bailey
- 1938 : Un Envoyé très spécial (Too Hot to Handle) de Jack Conway : William O. 'Bill' Dennis
- 1938 : Surprise Camping (Listen, Darling), d'Edwin L. Marin : Richard Thurlow
- 1939 : Avocat mondain (Society Lawyer) d'Edwin L. Marin : Christopher 'Chris' Durant
- 1939 : 6000 Enemies de George B. Seitz : Steve Donegan
- 1939 : Stronger Than Desire de Leslie Fenton : Tyler Flagg
- 1939 : Nick Carter, Master Detective de Jacques Tourneur : Nicholas 'Nick' Carter, aka Robert Chalmers
- 1940 : Destins dans la nuit (The House Across the Bay) de Archie Mayo : Tim Nolan
- 1940 : La Douce illusion (It's a Date) de William A. Seiter : John Arlen
- 1940 : L'Escadron noir (Dark Command) de Raoul Walsh : William 'Will' Cantrell
- 1940 : Phantom Raiders de Jacques Tourneur : Nick Carter
- 1940 : Sky Murder de George B. Seitz : Nick Carter
- 1940 : L'Appel des ailes (Flight Command) de Frank Borzage : Squadron Cmdr. William Gary
- 1941 : Chasse à l'homme (Man Hunt), de Fritz Lang : Alan Thorndike
- 1941 : Les Oubliés (Blossoms In the Dust) de Mervyn LeRoy : Samuel 'Sam' Gladney
- 1941 : Qu'elle était verte ma vallée (How Green Was My Valley) de John Ford : M.. Gruffydd
- 1941 : Évitons le scandale ! (Design for Scandal) de Norman Taurog : Jeff Sherman
- 1942 : Madame Miniver (Mrs. Miniver), de William Wyler : Clem Miniver
- 1942 : Tondelayo (White Cargo) de Richard Thorpe : M.. Harry Witzel
- 1943 : Madame Curie de Mervyn LeRoy : Pierre Curie
- 1944 : Madame Parkington (Mrs. Parkington) de Tay Garnett : Major Augustus 'Gus' Parkington
- 1945 : Week-end au Waldorf (Week-end at Waldorf) de Robert Z. Leonard : Chip Collyer
- 1946 : American Creed (court-métrage)
- 1946 : Féerie à Mexico (Holiday in Mexico) de George Sidney : Jeffrey Evans
- 1946 : Cœur secret (The Secret heart) de Robert Z. Leonard : Chris Matthews
- 1947 : Quand vient l'hiver (If Winter Comes) de Victor Saville : Mark Sabre
- 1948 : La Belle imprudente (Julia Misbehaves), de Jack Conway : William Sylvester Packett
- 1948 : Tragique Décision (Command Decision) de Sam Wood : Maj. Gen. Roland Goodlaw Kane
- 1949 : Le Danube rouge (The Red Danube) de George Sidney : Col. Michael 'Hooky' Nicobar
- 1949 : La Dynastie des Forsyte (That Forsyte woman) de Compton Bennett : Young Jolyon Forsyte
- 1950 : L'Histoire des Miniver (The Miniver story) de H. C. Potter : Clem Miniver
- 1951 : Le Retour de Bulldog Drummond (Calling Bulldog Drummond), de Victor Saville : Major Hugh 'Bulldog' Drummond
- 1951 : Quo Vadis, de Mervyn LeRoy : Le narrateur (voix)
- 1951 : Trois Troupiers (Soldiers Three) de Tay Garnett : Col. Brunswick
- 1951 : Le Droit de tuer (The Unknown Man), de Richard Thorpe : Dwight Bradley 'Brad' Mason
- 1952 : The Sellout : Haven D. Allridge
- 1952 : La Première Sirène (Million Dollar Mermaid) de Mervyn LeRoy : Frederick Kellerman
- 1952 : Les Ensorcelés (The Bad and the Beautiful) de Vincente Minnelli : Harry Pebbel
- 1953 : Vicky (Scandal at scourie) de Jean Negulesco : Patrick J. McChesney
- 1953 : La Femme rêvée (Dream Wife) de Sidney Sheldon : Walter McBride aka Mac
- 1954 : La Tour des ambitieux (Executive Suite) de Robert Wise : Frederick Y. Alderson
- 1954 : Escadrille Panthère (Men of the Fighting Lady) d'Andrew Marton : Comdr. Kent Dowling
- 1954 : La Dernière Fois que j'ai vu Paris (The Last Time I Saw Paris) de Richard Brooks : James Ellswirth
- 1954 : Au fond de mon cœur (Deep in My Heart) de Stanley Donen : J.J. Shubert
- 1955 : La Fille de l'amiral (Hit the Deck) de Roy Rowland : RAdm. Daniel Xavier Smith
- 1955 : La Pantoufle de verre (The Glass Slipper) de Charles Walters : Le narrateur (voix)
- 1956 : Planète interdite (Forbidden Planet) de Fred M. Wilcox : Dr Edward Morbius
- 1956 : Passé perdu (These Wilder Years) de Roy Rowland : James Rayburn
- 1956 : Le Supplice des aveux (The Rack) d'Arnold Laven : Col. Edward W. Hall Sr.
- 1955 : M-G-M Parade (série TV) : Host (1956)
- 1959 : Meet Me in St. Louis : M.. Smith
- 1961 : Le Sous-marin de l'apocalypse (Voyage to the Bottom of the Sea) de Irwin Allen : Adm. Harriman Nelson
- 1962 : Tempête à Washington (Advise & Consent) de Otto Preminger : Le sénateur Lafe Smith, leader de la Majorité
- 1962 : Big Red, de Norman Tokar : James Haggin
- 1962 : Les Deux Colonels, (I Due colonnelli) de Steno : Colonel Timothy Henderson
- 1963 : Le Jour le plus court (Il Giorno più corto) de Sergio Corbucci : Hemingway
- 1963 : Anniversary : Le Narrateur
- 1965 : Cinderella (TV) : Le Roi
- 1967 : How I Spent My Summer Vacation (TV) : Lewis Gannet
- 1967 : La Nuit des assassins (Warning Shot) de Buzz Kulik : Orville Ames
- 1967 : Cosa Nostra, Arch Enemy of the FBI (TV) : Leo Roland
- 1968 : L'Affaire Vatican (A qualsiasi prezzo) d'Emilio Miraglia : Prof. Herbert Cummings
- 1968 : Funny Girl de William Wyler : Florenz Ziegfeld
- 1969 : Rascal : Sterling North (voix)
- 1970 : The House on Greenapple Road (TV) : Mayor Jack Parker
- 1970 : The Mask of Sheba (TV) : Dr Max van Condon
- 1972 : L'Enterrée vive (The Screaming Woman) (TV) de Jack Smight : Dr Amos Larkin
- 1972 : Alerte à la bombe (Skyjacked) de John Guillermin : Sen. Arne Lindner
- 1973 : Harry in Your Pocket : Casey
- 1973 : Odyssée sous la mer (The Neptune Factor) de Daniel Petrie : Dr Samuel Andrews
- 1974 : Yellow-Headed Summer
- 1974 : Live Again, Die Again (en) (TV) : Thomas Carmichael
- 1974 : The Girl on the Late, Late Show (TV) : John Pahlman
- 1975 : You Lie So Deep, My Love (TV) : Oncle Joe Padway
- 1975 : Mystère sur le vol 502 (en) (Murder on Flight 502) (TV) : Charlie Parkins
- 1976 : L'Affaire Lindbergh (The Lindbergh Kidnapping Case) (TV) : Juge Trenchard
- 1976 : Won Ton Ton, le chien qui sauva Hollywood (Won Ton Ton, the Dog Who Saved Hollywood) de Michael Winner  : Grayson's butler
- 1976 : Un tueur dans la foule (Two-Minute Warning), de Larry Peerce : Le pickpocket
- 1978 : Sextette, de Ken Hughes : M.. Chambers, the chairman

## Nominations et récompenses
- Nomination à l'Oscar du meilleur acteur pour Madame Miniver
- Nomination à l'Oscar du meilleur acteur pour Madame Curie
- Screen Actors Guild Life Achievement Award en 1975.